# Канал (гідротехніка)

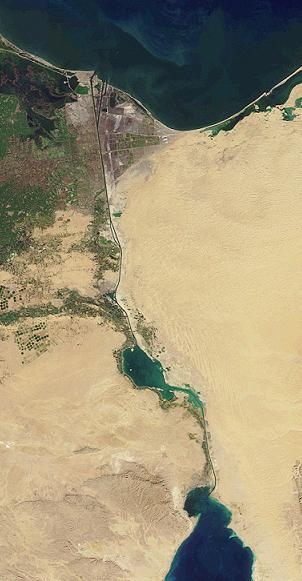
Суецький канал з висоти супутника

Кана́л (водний канал, наземний водовід; від лат. canalis — труба, жолоб; англ. canal) — гідротехнічна споруда у вигляді відкритого штучного русла з безнапірним рухом води. Канал може проходити у відкритій виїмці або в насипах (в дамбах), іноді в напіввиїмці-напівнасипу. Влаштовується зазвичай у ґрунті та створюється для дренажу, іригації, водопостачання, навігації, гідрорегуляції та інших цілей.

## Історичні дані

Канал фараонів

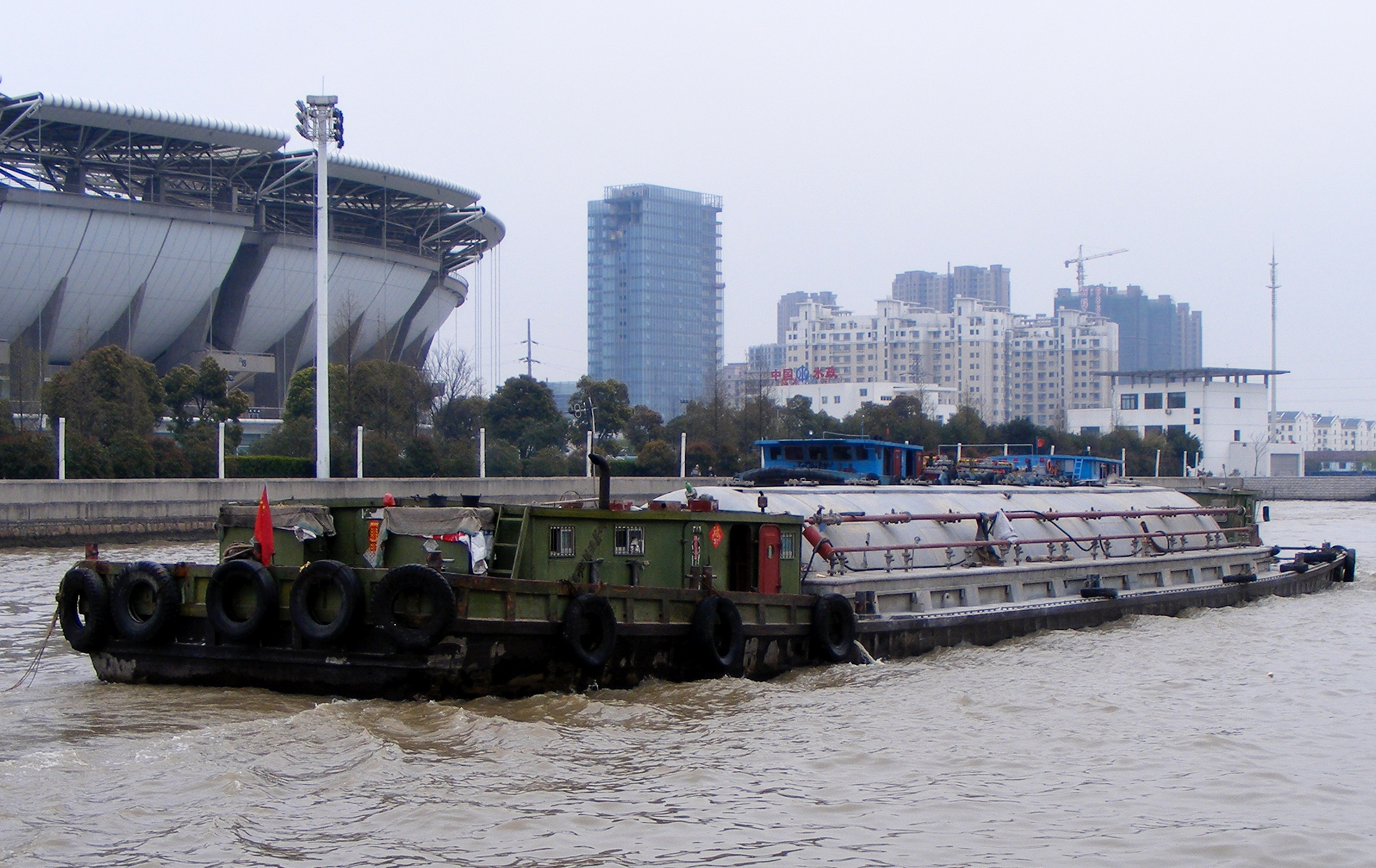
Великий канал Китаю у Сучжоу

Найстарішими з відомих каналів були зрошувальні канали, побудовані в Месопотамії близько 4000 років до н. е., на територіях, де зараз знаходяться сучасний Ірак і Сирія. Індською цивілізацією на територіях сучасних Пакистану і північної частини Індії, (бл. 2600 до н. е.) були споруджені складні іригаційні системи і систем зберігання водних ресурсів, що включали водосховища, побудовані на священній горі Гірнар в 3000 роках до нашої ери. Тоді ж, принаймні за правління фараона Пепі І (правив у приблизно у 2332—2283 роках до н. е.), почали зводити іригаційні системи і в Стародавньому Єгипті, так що до рубежу ΙΙΙ і ΙΙ тисячоліть в обох країнах була створена широка мережа зрошувальних каналів, турбота про яких лягла на плечі верховної влади. Не виключено, що в Стародавньому Єгипті з'явився і перший у світі судноплавний канал (Канал фараонів), який з'єднав Червоне море з одним з рукавів дельти Нілу, що впадає у Середземне море, завдяки цьому шляху кораблі могли подорожувати з одного моря в інше. Будівництво даної водної артерії було розпочато близько 600 року до н. е. і тривало до 518 року до н. е., поки країну не захопили перси.
У стародавньому Китаї великі канали для річкового транспорту були створені ще у період Воюючих царств (481—221 до н. е.), і найдовшим у цей період був Hong Gou (Канал Диких гусей), який, згідно з давнім істориком Сима Цянь пов'язаний із стародавніми державами Сонґ, Чжан, Чень, Цай, Цао і Вей. Згодом довшим каналом став Великий канал Китаю, що і досі є найдовшим каналом у світі. Він має 1794 кілометрів у довжину і був побудований для забезпечення переміщення Імператора Яна між Пекіном і Ханчжоу. Проєкт було розпочато у 605 р. і було завершено у 609, хоча велика частина проведеної роботи з приєднання старіших каналів до основної частини каналу відомі принаймні з 486 р. до н. е. Навіть у найвужчому місці у зоні міст канал зрідка буває вужчим за 30 метрів.
Грецькі інженери були першими, хто використав шлюзи, за допомогою яких вони регулювали витрату води в Стародавньому Суецькому каналі ще у 3 столітті до н. е.

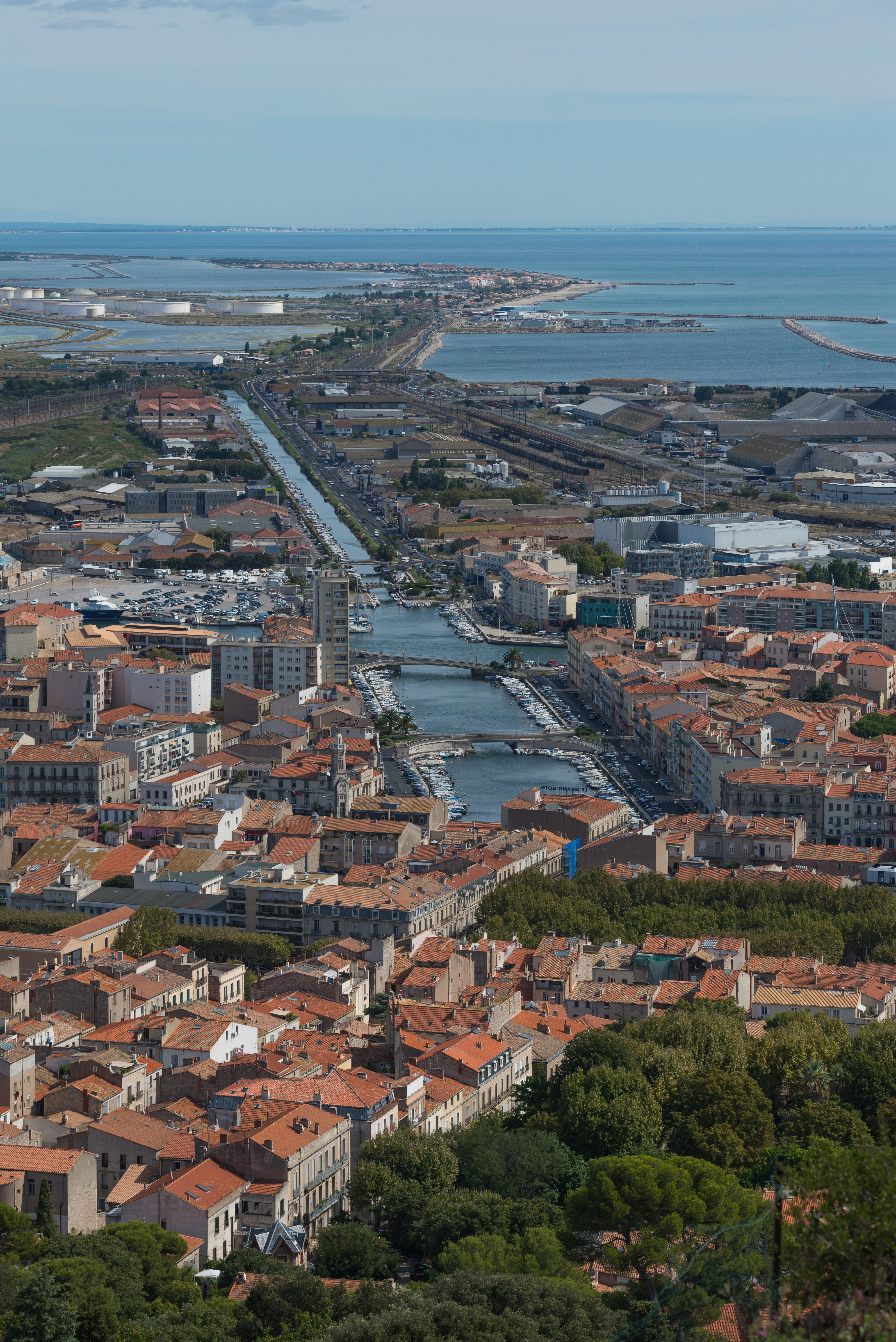

Першим штучним каналом у Європі вважається Фосса Кароліна (Карлсграбен), що споруджувався наприкінці 8-го століття під особистим контролем Карла І Великого. Затіяне в 793 р. будівництво каналу між річками Швабський Рецат (притока Майна, що впадає в Рейн) і Альтмюль (ліва притока Дунаю), яким з'єдналися би Рейн і Дунай, Північне і Чорне моря, залишилося незавершеним. У середні віки, водний транспорт був дешевшим і швидшим, ніж сухопутний. Через низьку якість доріг великі вантажопотоки переносились на водний транспорт. Вдалішим проєктом був такий канал, як Навільо Ґранде в Ломбардії побудований між 1127 і 1257 роками. Він сполучив річку Тічино поблизу Торнавенто (23 км на південь від Сесто-Календе) до док-станції Дарсена (Darsena), в Мілані. Перепад висот становить 34 м на 49,9 км довжини каналу. Ширина каналу коливається від 22 м до 50 м, знизившись до 15 м у Мілані. Витрата води в каналі становить 63 м³ / с.
Пізніше були побудовані канали в Голландії і Фландрії для осушення польдерів і забезпечення водного транспортування вантажів.

## Класифікація каналів за призначенням

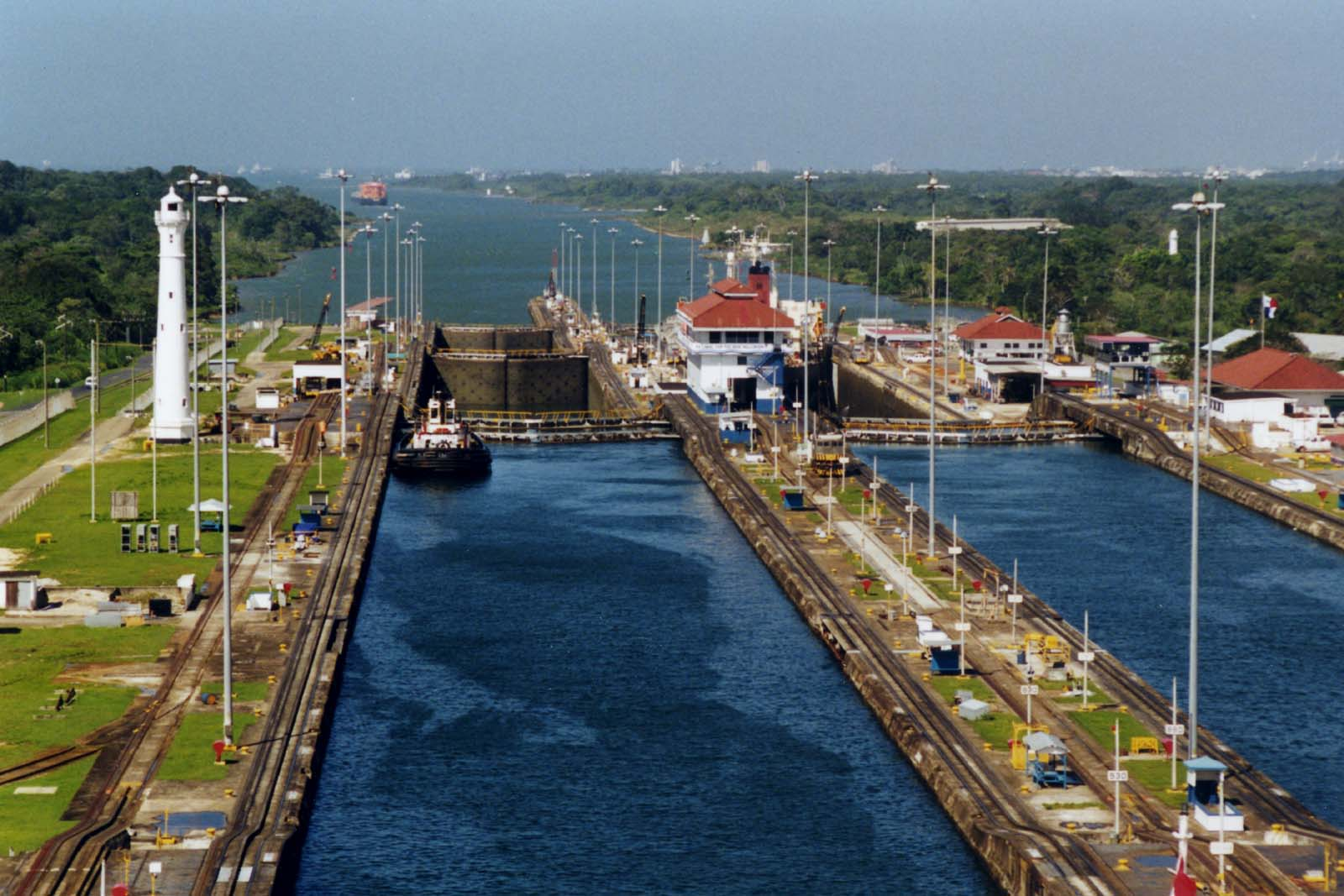
Панамський канал — судноплавний канал, що сполучає Панамську затоку Тихого океану з Карибським морем і Атлантичним океаном

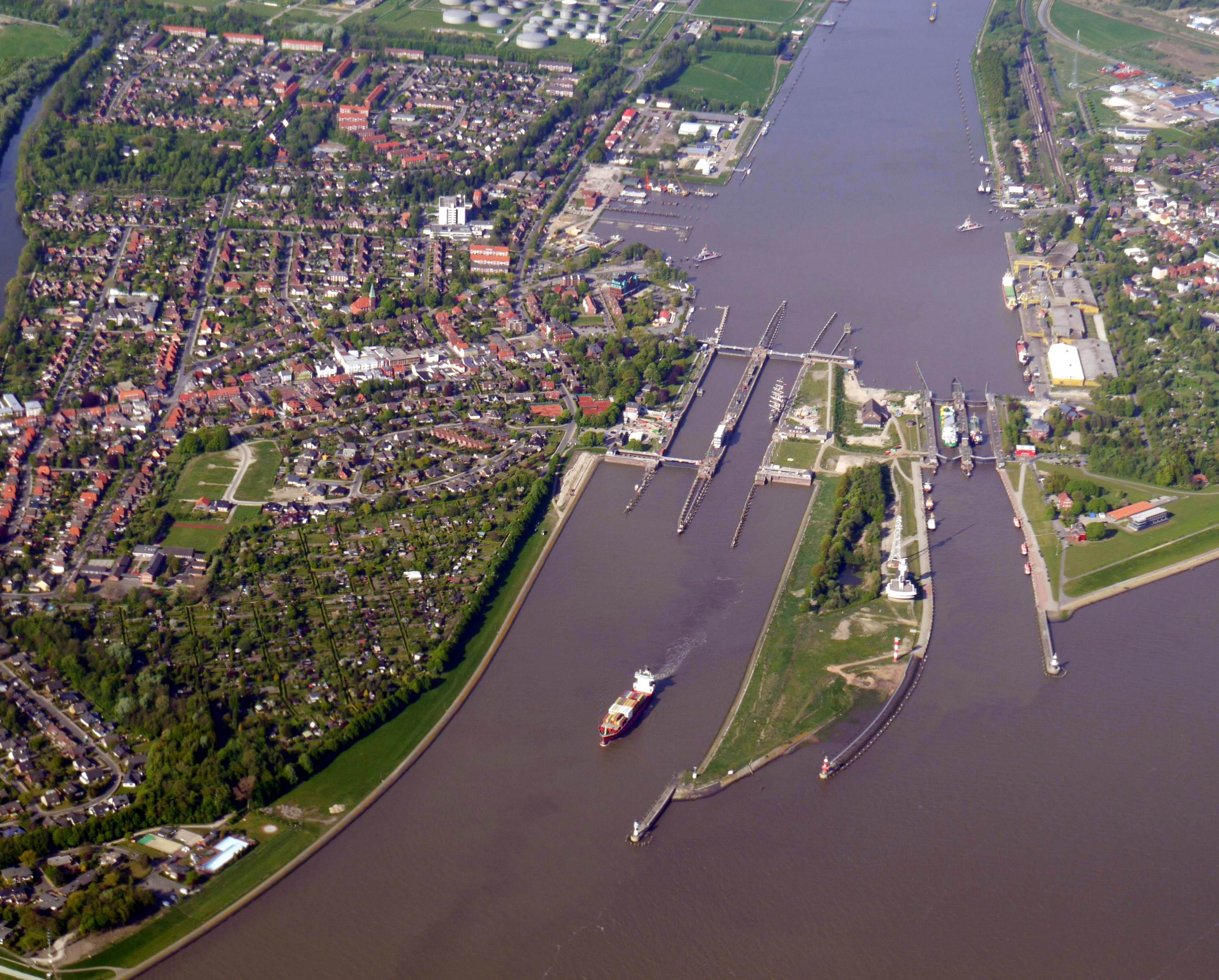
Вигляд з повітря на початок Кільського каналу у Брунсбюттелі

За призначенням розрізняють канали: енергетичні (дериваційні), судноплавні, зрошувальні (іригаційні), обводнювальні, водопровідні, осушувальні, лісосплавні, рибоводні, комплексного призначення.

### Енергетичні (дериваційні) канали
Енергетичні (дериваційні) канали підводять воду з річки, водосховища, озера до гідроелектростанції або відводять від неї відпрацьовану воду. Енергетичні канали характеризуються порівняно невеликою довжиною (зазвичай не перевищує 5—10 км), великою пропускною спроможністю, застосуванням облицювань ложа.
Найбільші розміри (довжина 24,5 км, пропускна здатність 1500 м3/c) має підвідний канал до ГЕС Боарнуа на річці Святого Лаврентія в Канаді, найбільшу пропускну спроможність (1860 м3/c) — канал при ГЕС у Монтелімар (Франція).

### Судноплавні канали
Судноплавні канали (штучні водні шляхи) поділяються на відкриті та шлюзовані. Перші з них сполучають водні шляхи з однаковим рівнем води, другі — водойми з різними рівнями. З відкритих каналів можна назвати великі Суецький і Коринфський, проте переважна більшість подібних споруд — це споруди другого типу: їх шлюзові системи дозволяють суднам підніматися з низьких ділянок каналу на вищі, і навпаки. Найзнаменитіші шлюзовані канали — Панамський і Кільський.
Судноплавні канали за основними функціями бувають:
- Сполучні канали між судноплавними річками і морями (Суецький, побудований у 1869, Панамський (1914) канали та ін.);
- Обхідні (обвідні) канали, що проходять в обхід важкопрохідних ділянок великих відкритих водойм, наприклад, озер і морів (канали Онезький, Приладозький, Береговий Мексиканський та ін.), чи в обхід ділянок річок з порогами.
- Випрямні канали — для зменшення звивистості річки та скорочення довжини водного шляху.
- Підхідні канали — судноплавні підходи з моря, озера або річки до населених пунктів, внутрішніх портів, промислових підприємств, сільськогосподарських районів (Морський канал у Санкт-Петербурзі, Манчестерський канал та ін.).

Обхідні, випрямні і підхідні канали будують зазвичай відкритими (нешлюзованими). Майже всі сполучні канали — шлюзовані, через значну, різницю рівнів у річках (морях), що сполучаються, а також через необхідність зменшення обсягів земляних робіт при проведенні каналів через вододіли. Вода в шлюзовані канали подається самопливом (самопливні канали) або напомповується насосними станціями (машинні канали).
Судноплавні канали характеризуються значною протяжністю (наприклад, довжина берегового каналу в США від Нью-Йорка до півострова Флорида близько 1,8 тис. км, Біломорсько-Балтійського каналу — 227 км, Дніпровсько-Бузького каналу — 196 км, Суецького каналу — 171 км, Панамського каналу — 81,6 км) та великими розмірами поперечного перерізу (ширина по дзеркалу Суецького каналу 120—150 м, глибина 12—13 м).
Канали істотно поліпшили зв'язок між океанами, і з моменту їхнього відкриття відпала необхідність плисти довкола материків, щоб потрапити із Атлантики до Тихого океану чи із Середземномор'я до Індійського океану.

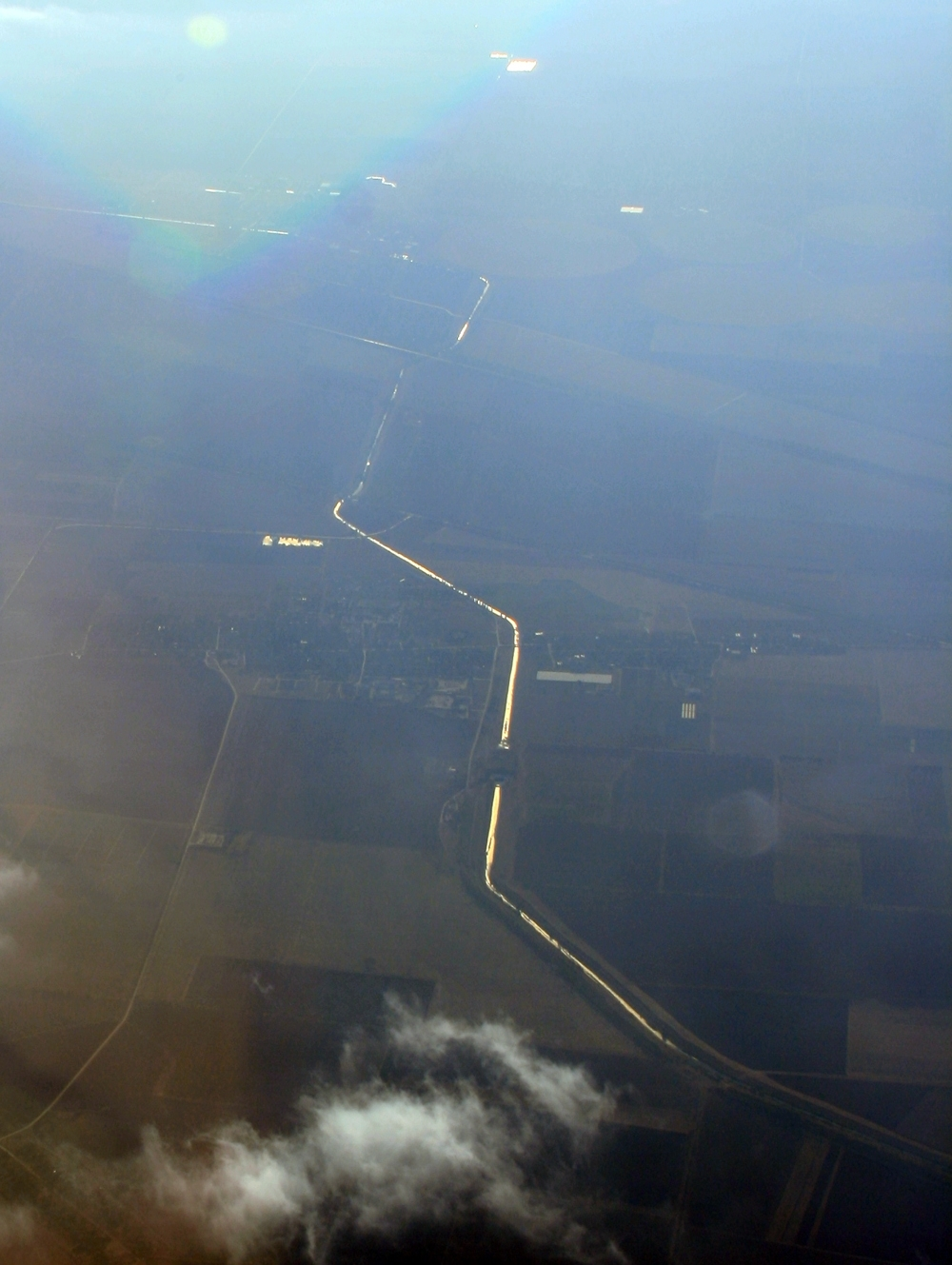
Ділянка Північно-Кримського каналу, каналу іригаційного призначення

### Іригаційні (зрошувальні) канали
Іригаційні канали переносять воду для зрошення з річок, озер чи свердловин, й влаштовані таким чином, щоб заданий рівень води підтримувався на всій довжині каналу. Іригаційні канали зазвичай утворюються системою каналів:
- магістральних;
- розподільних;
- власне зрошувальних (зрошувачів);
- водоскидних.

У зрошувальні канали вода надходить самопливом або подається насосами. У великих іригаційних системах довжина магістральних каналів нерідко досягає декількох сотень кілометрів (Каракумський канал, 1-а черга, до м. Ашхабада, — понад 800 км, Північно-Кримський канал — понад 400 км, Великий Ферганський канал — близько 300 км). Витрата води в магістральній частині таких каналів становить до 250—500 м3/с.

### Обводнювальні канали

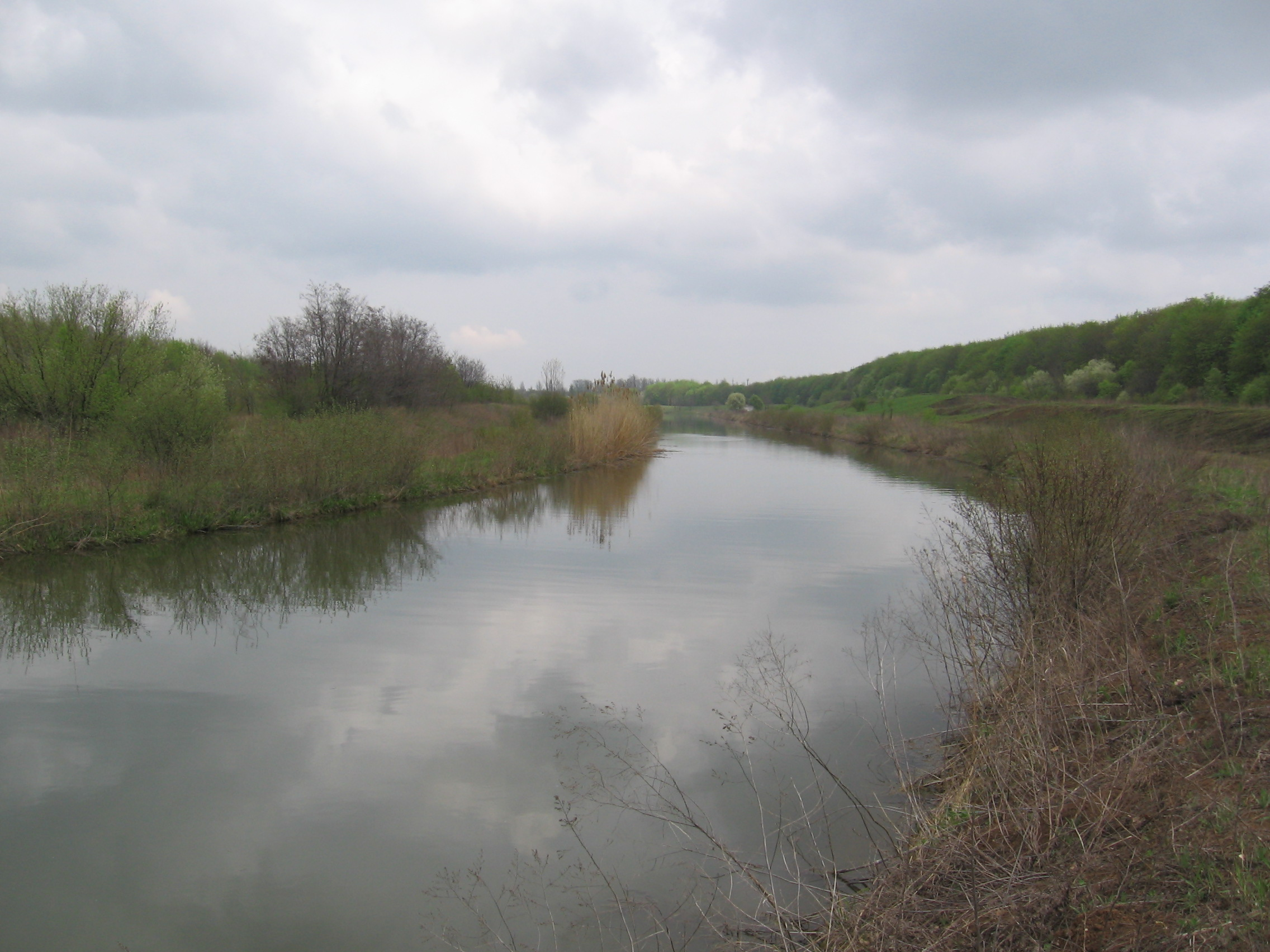
Водопровідний канал Сіверський Донець — Донбас

Обводнювальні канали подають воду для сільськогосподарських потреб (головним чином тваринництва) у безводні і посушливі райони; збільшують потоки місцевих невеликих річок, покращують їх санітарний стан (наприклад, у містах). Оскільки при обводненні на посушливих землях зазвичай утворюються дрібні (оазисного характеру) зрошувані ділянки, обводнювальні канали часто є одночасно і зрошувальними (див., наприклад, зрошувально-обводнювальний канал Іртиш — Караганда протяжністю близько 460 км і пропускною спроможністю в головній частині 75 м3/с).

### Водопровідні канали
Водопровідні канали служать для подачі води від джерела водопостачання до місця її використання — промислового району, міста, селища тощо До великих водопровідних каналів відноситься канал Сіверський Донець — Донбас, збудований у 1958 році (у 1979 році реконструйований і розширений) для забезпечення промисловості Донецької області. Це канал має довжину близько 130 км та витрату води у головній частині 25—43 м3/с. Умови експлуатації і санітарні вимоги інколи викликають необхідність робити водопровідні канали закритими (наприклад, водопровідний канал довжиною близько 30 км подає воду з Учинського водосховища до Москви).
Канали, по яких вода подводилася до водяних млинів, у деяких місцевостях називалися млинівками.

### Осушувальні канали
Осушувальні канали призначаються для збору води на заболоченій території і відведення її у водоприймач (річку, озеро, море). Вони складаються з відкритих магістральних каналів різних порядків, що прокладаються найнижчими місцях осушуваної площі, а при осушенні дренажем — відкритих або закритих колекторів, що впадають у магістральний канал і рідше — у водоприймач. Стінки і дно каналів укріплюють плитами з пористого бетону, дерном, хмизом, що покращує їх роботу і збільшує довговічність.

### Лісосплавні канали

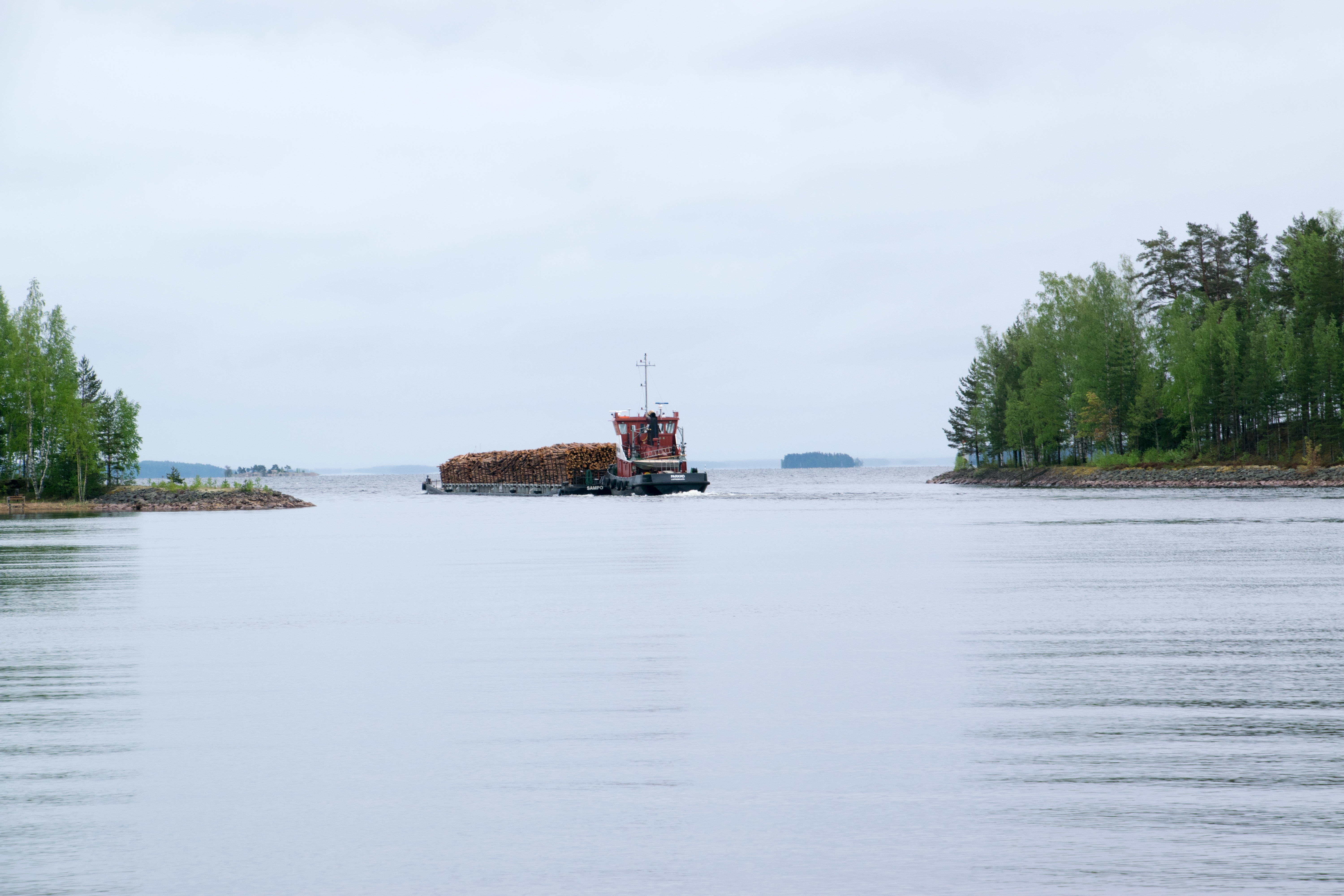
Буксир штовхає вантаж колод по каналі Кутвеле в Тайпалсаарі, Фінляндія.

Лісосплавні канали служать для сплаву лісу молевим або плотовим способами від місць заготівлі до лісосплавних річки чи лісопильного заводу з метою транспортування деревини в обхід гідротехнічних споруд.

### Рибоводні канали
Рибоводні канали споруджують для:
- подачі води на нерестовища;
- для пропуску риб в обхід гідротехнічних споруд:
- сполучення з річкою окремих ізольованих водойм, у яких розводиться риба, і т. д.

## Конструктивні особливості каналів

### Форма та розміри перетину каналу
У гідравлічному відношенні найвигіднішою є напівкругла форма каналу, але через труднощі виконання і збереження в реальних умовах криволінійних обрисів напівкруглу і параболічну форми використовують рідше.
Прямокутний перетин використовується при проведенні каналів у скельних виїмках, а в м'яких ґрунтах — в особливих випадках (на території населених пунктів, на косогорах і т. д.) шляхом зведення підпірних стінок. У поперечному перерізі канали мають переважно прямокутну, трикутну і трапецоїдну форми. Напівкругла форма зазвичай застосовується при зведенні великих іригаційних і судноплавних каналів. При необхідності трасування каналу на косогорах у кожному конкретному випадку приймаються відповідні конструктивні рішення, що забезпечують нормальну роботу споруди.
Розміри перетину каналу визначаються гідравлічним розрахунком по заданій витраті води і допустимим для даного ґрунту швидкостях течії; судноплавні і лісосплавні канали, крім того, за габаритами суден і плотів, що повинні пропускатись.

### Швидкості потоку у каналі
При великій глибині виїмок, а також у складних геологічних умовах стійкість укосів перевіряється розрахунком. Для каналів у насипах ухил укосів встановлюється аналогічно, як і для земляних гребель. Максимальні швидкості течії води в каналі встановлюють з таким розрахунком, щоб забезпечити стійкість до розмивання дна і укосів каналу, мінімальні — з умови недопущення замулювання ложа каналу звислими у потоці і рухомими по дну наносами, а також, не допускання його заростання рослинністю.
Гранично малі швидкості течії, при яких не повинно бути заростання ложа каналу рослинністю, — 0,5…0,6 м/с. У судноплавних каналах швидкості течії води за умовами економічності тяги суден зазвичай не перевищують 0,8 м/с; граничною швидкістю для судноплавства вважається 1,8…2,0 м/с.
Крижаний покрив знижує пропускну спроможність каналу внаслідок виникнення додаткового тертя. Поверхнева крига не утворюється при швидкості потоку понад 2…3 м/с, а при швидкостях, що перевищують 1,2…1,5 м/с, лід, якщо він з'явився раніше, розмивається потоком. Щоб запобігти появі в каналі шуги (донного льоду) вживають заходів для мінімізації товщини поверхневого льоду. При неминучій появі значної кількості шуги передбачаються споруди для скидання її з каналу, а сам канал трасується з мінімальною кількістю поворотів.

## Міста на воді

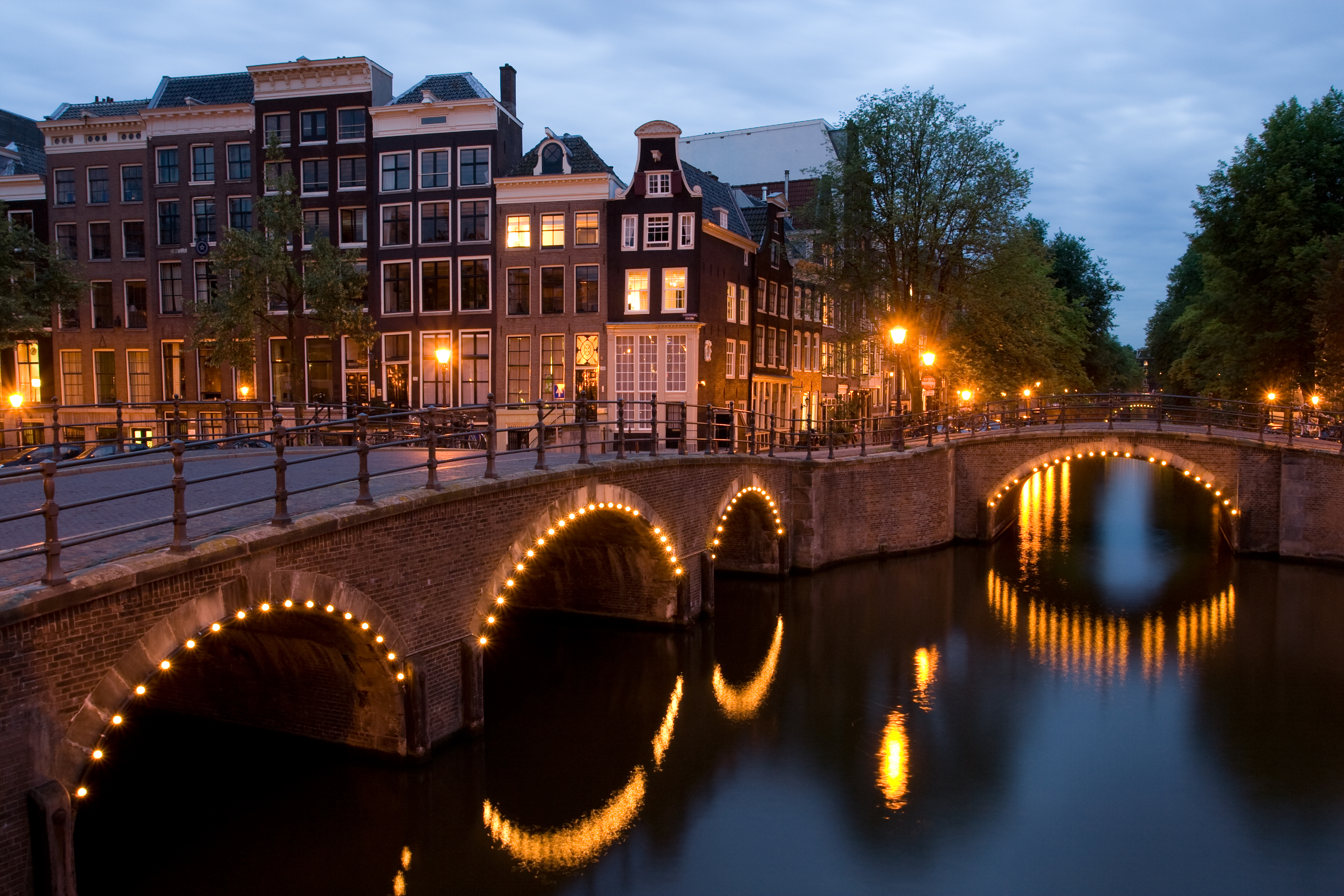
Перетин двох каналів (Grachten) в Амстердамі, Нідерланди.

Канал Грибоєдова у Санкт-Петербурзі, Росія.

Міські судноплавні канали настільки глибоко ототожнюються з Венецією, що багато міст на каналах були названі на її честь. Наприклад, Амстердам ще називають «Північною Венецією». Венеція побудована на болотистих островах, з дерев'яними палями для підтримки будівель, так що швидше суходіл створено людьми, а не водні шляхи. Острови мають довгу історію заселення, від 12-го століття Венеція була потужним містом-державою.
Амстердам був побудований таким же чином, із споруд на дерев'яних палях. Став містом близько 1300 року.
Інші міста з великими мережами каналів: Алкмар, Амерсфорт, Брілле, Делфт, Гертогенбос, Дордрехт, Франекер, Гауда, Гарлем, Льовет, Лейден, Снек та Утрехт у Нідерландах, Брюгге та Гент у Фландрії (Бельгія), Бірмінгем (Англія) — місто яке має 35 миль каналів, порівняно з Венецією, яка має 26 миль, Санкт-Петербург (Росія), Гамбург та Берлін у Німеччині, Форт-Лодердейл та Кейп-Корал у США.
Місто мореплавців та торговців (Ліверпуль) (Liverpool Maritime Mercantile City) — об'єкт світової спадщини ЮНЕСКО, що розташований поблизу центру міста Ліверпуль (Англія), де система водних шляхів і доків розвивається і в наш час в основному для житлових потреб та відпочинку.

## Особливості проєктування каналів
При гідравлічному розрахунку попередньо призначають форму поперечного перерізу каналу, ухил дна і його пропускну спроможність, далі уточнюють гідравлічно найвигіднішу площу поперечного перерізу каналу і перевіряють прийняту пропускну здатність при заданому ухилі дна, при необхідності з'ясовують положення кривої вільної поверхні води в каналі.

### Вибір конструктивних елементів
Для захисту ложа каналу від руйнування течією і хвилями, скорочення втрат води на фільтрацію в ґрунт і зменшення шорсткості живого перетину (для збільшення пропускної здатності) каналу застосовуються облицювання. Облицювання, що служать тільки для захисту укосів від розмивання, виконуються у вигляді кам'яного мощення, кам'яного укладання чи насипу, а також бетонних і залізобетонних плит. Такі облицювання застосовуються зазвичай на судноплавних каналах. Бетонне облицювання є найуніверсальнішим, оскільки задовольняє майже всім вимогам, що ставляться до облицювання (забезпечує водонепроникність, захищає від розмивання, збільшує пропускну спроможність). Залізобетонні облицювання мають ті ж якості, але є міцнішими і застосовуються зазвичай при суттєвій деформівності ґрунтів ложа каналу.
При проєктуванні каналів у земляному руслі розраховують стійкість укосів на розмив. У більшості випадків потрібно провести розрахунок транспортування завислих і донних наносів по каналах. Крім того, уточнюють гідравлічні параметри каналу з урахуванням крижаного покриву у зимовий період, а також визначають втрати води з каналу на фільтрацію.
При необхідності на каналах передбачають протифільтраційні захисні заходи від розмивної дії хвильового потоку:
- кольматацію стінок і дна каналу глинястими розчинами, добре розкладеним торфом або різними емульсіями;
- екрани з глини або полімерної плівки;
- захисні покриття.

Якщо канал проходить цілком у піщаному насипі (з дном вище поверхні землі) або виїмка для його ложа прорізає сильно проникні ґрунти, де неминучі великі втрати води в ґрунт, то протифільтраційне облицювання (екран) влаштовують по всьому периметру живого перерізу. Товщина глиняних і суглинних екранів зазвичай від 0,5 до 1,0 м, торф'яних — не менше 0,5 м.

### Розрахункові формули
При розрахунку каналу слід враховувати його довжину, при цьому розрізняють:
- Канал довгий (рос. длинный канал; англ. long channel; нім. Langkanal) — канал, що має достатньо велику довжину, у зв'язку з чим при гідравлічному розрахунку такого каналу можна нехтувати (на відміну від випадку каналу короткого) місцевими втратами і враховувати тільки втрати напору по довжині.
- Канал короткий (рос. короткий канал; англ. short channel; нім. Kurzkanal m) — канал, який має таку довжину, при якій (на відміну від водозливу з широким порогом і на відміну від каналу довгого) необхідно враховувати як втрати напору по довжині, так і місцеві втрати напору (наприклад, на вході в канал).

Для визначення середньої швидкості потоку при усталеному рівномірному турбулентному русі в області квадратичного опору для випадку безнапірного потоку використовується формула Шезі:
{\displaystyle V=C{\sqrt {R\cdot I}}},
де V — середня швидкість потоку, м/с;
C — коефіцієнт опору тертя по довжині (коефіцієнт Шезі), що є інтегральною характеристикою сил опору;
R — гідравлічний радіус, м;
I — гідравлічний ухил, м.
Одним із часткових випадків формули Шезі при значенні коефіцієнта Шезі рівному {\displaystyle C={\frac {R_{h}^{\frac {1}{6}}}{n}}} є Рівняння (формула) Манінга — емпірична формула для визначення швидкості безнапірного потоку у відкритому руслі у залежності від форми і розмірів поперечного перерізу та шорсткості стінок русла.
Формула має вигляд:
{\displaystyle V={\frac {1}{n}}R_{h}^{\frac {2}{3}}\cdot I^{\frac {1}{2}}},
де: V — середня швидкість, (м/с);
n — безрозмірний коефіцієнт шорсткості (коефіцієнт Гоклера-Манінга);
Rh — гідравлічний радіус, (м);
I — гідравлічний ухил, (м/м).
Це рівняння можна підставити у формулу для розрахунку об'ємної витрати, {\displaystyle Q=\omega \cdot V}, що дозволяє отримати значення витрати без інформації про фактичний розподіл швидкостей по перерізу русла.

## Канали в Україні
| Назва                            | Призначення                        | Довжина, км | Пропускна спроможність, м³/с | Рік введення в дію |
| -------------------------------- | ---------------------------------- | ----------- | ---------------------------- | ------------------ |
| Північно-Кримський канал         | Іригаційна споруда                 | 402,6       | 300                          | 1961-1971          |
| Канал Дніпро — Донбас            | Водопровідний канал                | 262,25      | 120                          | 1982               |
| Канал Дніпро — Інгулець          | Водопровідний та іригаційний канал | 150,5       | 42                           | 1988               |
| Канал Сіверський Донець — Донбас | Водопровідний канал                | 133,4       | 43                           | 1958               |
| Каховський канал                 | Іригаційна споруда                 | 130         | 530                          | 1979               |
| Канал Дніпро — Кривий Ріг        | Водопровідний та іригаційний канал | 42          | 41                           | 1961               |